# Alamodome
L'Alamodome est un stade couvert situé à San Antonio au Texas, aux États-Unis. À partir de 2011, l'équipe universitaire de football américain des Roadrunners de l'UTSA utilisera l'Alamodome pour ses matchs à domicile.
Entre 1993 et 2002, les Spurs de San Antonio de la NBA y étaient locataires. Ce fut aussi l'arène des Texans de San Antonio (Ligue canadienne de football) pendant leur brève existence en 1995. En 2005, les Saints de la Nouvelle-Orléans qui n'avaient plus de stade à cause de l'Ouragan Katrina, ont joué trois matchs dans cette enceinte. Depuis 1993, il accueille l'Alamo Bowl, un match annuel de football américain universitaire. La capacité du stade est de 64 000 places pour les matchs de football américain et de 72 000 pour les grands événements comme le Super Bowl. Il offre aussi 59 000 pour le football canadien et environ 40 000 pour les combats de boxe. Le stade organise également des matchs de basket-ball où il peut accueillir 20 662 spectateurs et parfois le Final Four basket-ball NCAA avec 36 500 places. Le 9 février 2018, il accueille le premier match du Fleet de San Antonio, une des 8 concessions de la nouvelle ligue Alliance of American Football (AAF).
L'Alamodome possède 52 suites de luxe et 6 000 sièges de club.

## Histoire
L'Alamodome fut inauguré le 15 mai 1993 pour un coût de construction de 186 millions de dollars USD. Il fut conçu par la société HOK Sport.
Le 15 avril 2005, le conseil municipal de la ville de San Antonio a voté un budget de 6.5 millions de dollars USD pour rénover l'Alamodome dans un effort d'accueillir une nouvelle franchise de Major League Soccer. Après l'élection de Phil Hardberger en tant que nouveau maire, ces efforts ont été abandonnés, cependant les rénovations approuvées au stade continueront comme prévu. L'administration de ville et les chefs de file des affaires locaux ont refocalisé leurs efforts à apporter une concession de NFL à San Antonio. Bien que quand l'Alamodome fut construit c'était un stade idéal pour une équipe NFL, aujourd'hui avec les normes actuelles le stade devrait subir des rénovations et ajouter un nombre considérable des suites de luxe afin de lui faire un lieu de rendez-vous profitable pour une équipe de NFL. Les estimations ont mis le coût d'améliorations à 100–150 millions de dollars USD.
L'Alamodome s'est ouvert avec 38 suites de luxe et 6 000 sièges de club. Les caractéristiques originales de conception ont réclamé 66 suites de luxe. Mais depuis que les Spurs de San Antonio étaient le seul occupant alors, seulement 38 suites de luxe dans l'extrémité du nord du stade ont été construites (où la cour de basket-ball a été placée, et un rideau l'a séparée de l'extrémité sud). En 2006, l'Alamodome a subi une expansion pour adapter à 14 nouvelles suites de luxe, augmentant le nombre de suites à 52. Le Sports Club et le Top of the Dome restaurant ont été rénovés en 2004.
Le record d'affluence du stade eut lieu le 6 avril 1997, lors de la croisade de Billy Graham avec 66 835 spectateurs. Mais le record pour un événement sportif fut lors de l'Alamo Bowl 2007 avec 66 166 spectateurs.
Ces deux affluences furent dépassées le 13 janvier 2023 lors d'un match de NBA entre les Spurs de San Antonio et les Golden State Warriors avec 68 323 spectateurs, ce qui constitue également un record pour un match de NBA.

## Événements
- Alamo Bowl, depuis 1993
- U.S. Olympic Festival, 1993
- NBA All-Star Game 1996, 11 février 1996
- WWE Royal Rumble 1997, 19 janvier 1997
- Big 12 Championship Game, 1997, 1999 et 2007
- Croisade de Billy Graham, 6 avril 1997
- Final Four basket-ball NCAA masculin, 1998, 2004, 2008 et 2025
- Final Four basket-ball NCAA féminin, 2002, 2010 et 2021
- Texas Football Classic, depuis 1999
- U.S. Army All-American Bowl, depuis 2002
- InterLiga, 2005
- East-West Shrine Game, 21 janvier 2006
- AT&T Corps Classic, 16 septembre 2006
- ELCA Youth Gathering, 2006
- University Interscholastic League 5A Division I and II Football Championship games, 2006
- Lockdown (2013), le second pay-per-view le plus important de l'année à la TNA, s'y tiendra le 10 mars 2013.
- WWE Royal Rumble 2017, 29 janvier 2017
- WWE Royal Rumble 2023, 28 janvier 2023

## Galerie

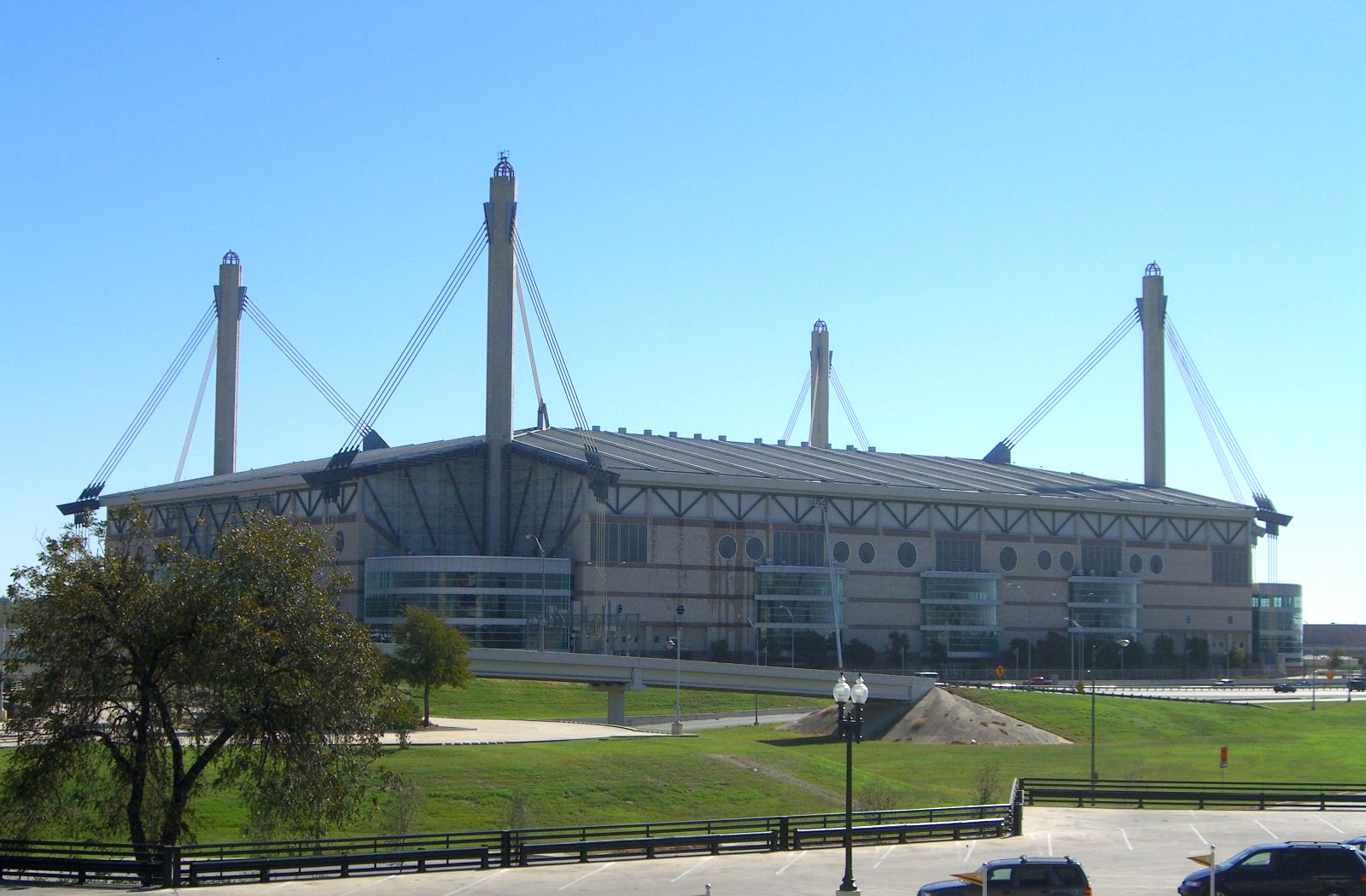
Alamodome